# Carolina Unrein

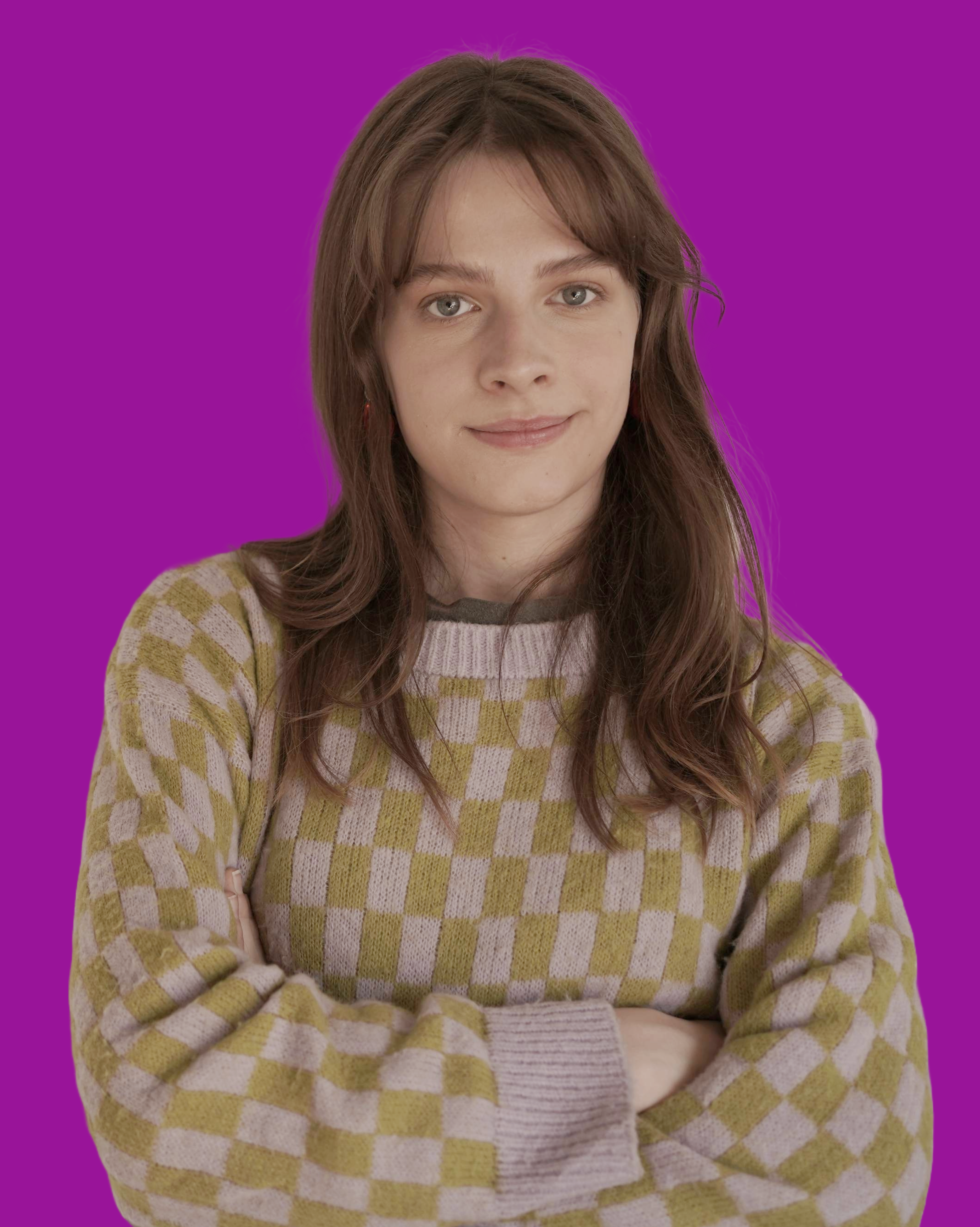
Carolina Unrein. Septiembre de 2024.

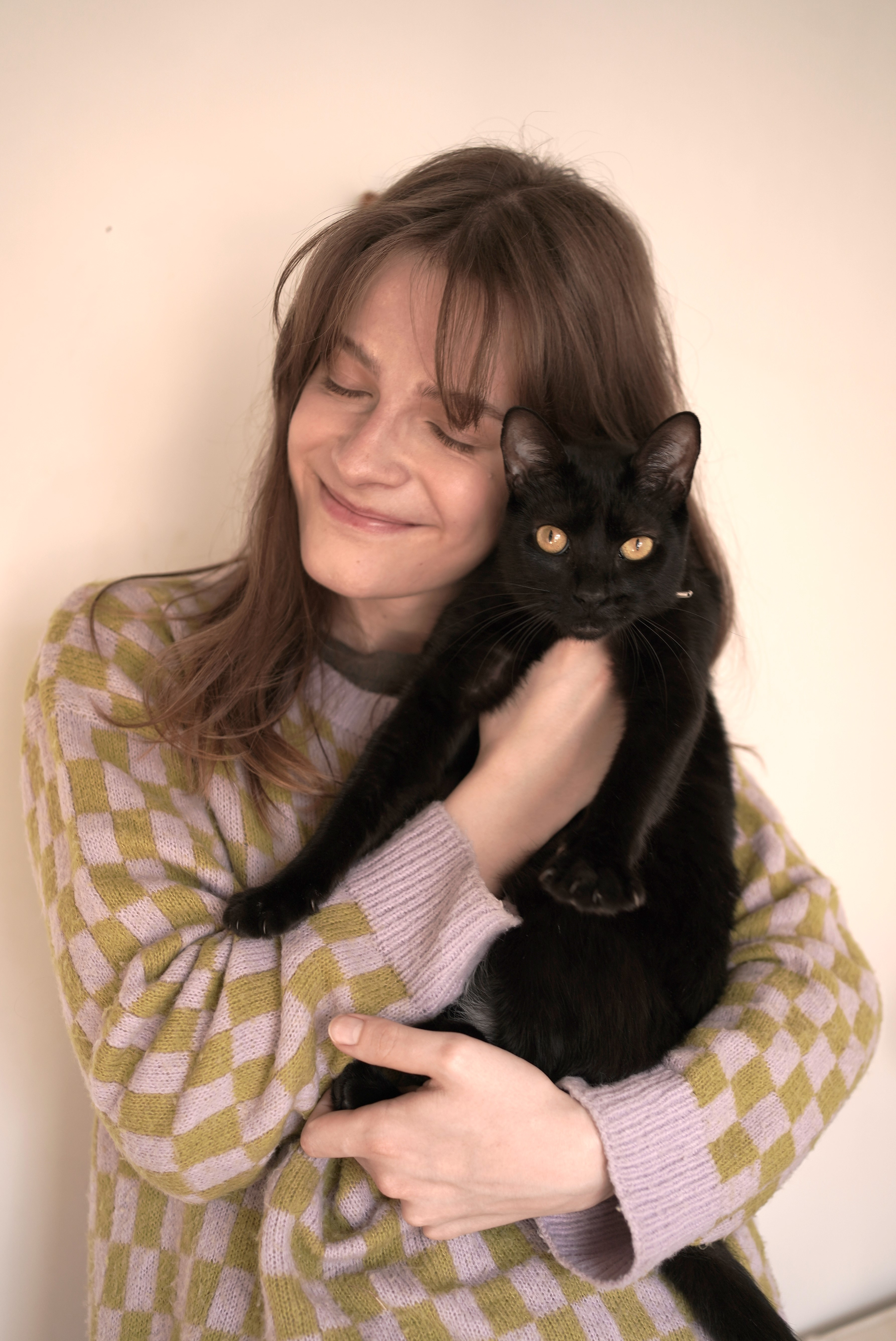
Carolina Unrein con gatito. Entrevista en septiembre de 2024.

Carolina Unrein  (Zapala, provincia Neuquén, Argentina, 11 de diciembre de 1999) es una actriz, modelo, escritora, guionista y activista transgénero, transexual argentina.

## Biografía
Nació en Zapala, en la provincia argentina de Neuquén, pero creció en Diamante de la provincia de Entre Ríos. Posteriormente, se mudó a la ciudad de Buenos Aires para convertirse en actriz y modelo.
Durante su infancia sufrió discriminación, acoso escolar, abuso sexual y violencia emocional por profesionales de la educación y una psicóloga cuya formación estaba inmersa en el binarismo de género. El dolor experimentado la impulsó a escribir su primer libro Pendeja. Diario de una adolescente trans. A los trece años, encontró la definición de lo que significaba ser transgénero y comprendió lo que le pasaba. Su madre y su padre la apoyaron a pesar del repudio, la discriminación y la violencia familiar y social. También encontró apoyo en una amiga de su abuela (Carolina) quien la convenció de aceptar a su nieta.
En Diamante, con dos amigas crearon un grupo de teatro que montaba obras y organizaba varietés. Al llegar a la capital, hizo su primer casting y fue seleccionada para interpretar el papel de una persona cisgénero en la película Yo, adolescente.
En Buenos Aires, también encontró a su familia escogida, en la escena de la cultura ball argentina, por medio de su integración a La Kiki House of Glorieta, cofundada por Seba Glorieta Milán, politólogo de la Universidad Nacional de San Martín. Aquí tuvo la oportunidad de construir a su personaje de pasarela Carolina Glorieta Miró, en homenaje a Cris Miró.
En octubre de 2024, contrajo matrimonio con su novio Julián.

## Trayectoria
Las dos figuras que la inspiraron para comenzar su carrera como artista fueron las también escritoras y artistas trans Camila Sosa Villada y Susy Shock.
En 2019, se convierte en escritora al publicar el libro Pendeja. Diario de una adolescente trans. Este es un diario y poemario inspirado por el material que publicó en fanzines de forma artesanal desde los 17 años, cuyo objetivo fue ser un testimonio de la experiencia de vida y transición de género de una adolescente, sin los sesgos de la mirada adulta y cisgénero. Posteriormente, escribió su segunda novela autobiográfica Fatal. Crónica Trans, que la autora consideró como una continuación de su primer libro, en el que decidió compartir su recuperación después de una historia de abuso y de su proceso de vaginoplastia. En 2023, publicó su primera novela de ficción gráfica El viaje real, cuyas ilustraciones fueron hechas por Paula Boffo, alias Sukermercado. En esta, se relata el viaje de Tadeo con su amiga Lihuel en busca de respuestas a los sueños en los que una mujer le pide ayuda. En sus libros, ha buscado dar validez y voz a las diferentes realidades de las mujeres trans. 
Al mismo tiempo que publicó su primer libro, se encontraba haciendo su primera película Yo, adolescente, cuyo guion está basado en la novela homónima de Zabo, publicada originalmente a través de blogs y dirigida por Lucas Santa Ana.
En televisión, ha llevado a cabo proyectos como actriz y como guionista. Entre estos se encuentra las series Quereme Trans. Un informe necesario, Buenos chicos, División Palermo y Magnicidios. En la serie Buenos chicos, interpretó el papel de una chica trans en transición, que  sufre un intento de abuso sexual, el cual logra superar con la ayuda de sus amistades.
De 2021 a 2023, realizó estudios de guionismo cinematográfico y de televisión en la Escuela Nacional de Experimentación y Realización Cinematográfica. Actualmente, hace estudios de pregrado en dirección cinematográfica, cinematografía y producción de cine y video en la Universidad del Cine.

## Libros
- Pendeja: Diario de una adolescente trans (2019).[11]
- Fatal. Una crónica trans (2020).[12]
- El viaje real  (2023).[13]

## Filmografía
| Año  | Título         | Personaje |
| ---- | -------------- | --------- |
| 2019 | Yo adolescente | Florencia |

## Programas o series de televisión
| Año  |  | Título                              | Personaje   | Crédito              |
| ---- |  | ----------------------------------- | ----------- | -------------------- |
| 2023 |  | Magnicidios                         |             | Actriz               |
| 2023 |  | Buenos chicos                       | Eme Córdoba | Guionista            |
| 2023 |  | División Palermo                    |             | Colaboración autoral |
| 2021 |  | Quereme Trans. Un informe necesario |             | Coescritora          |
| 2021 |  | No binario                          |             | Conductora           |